# Église du diable

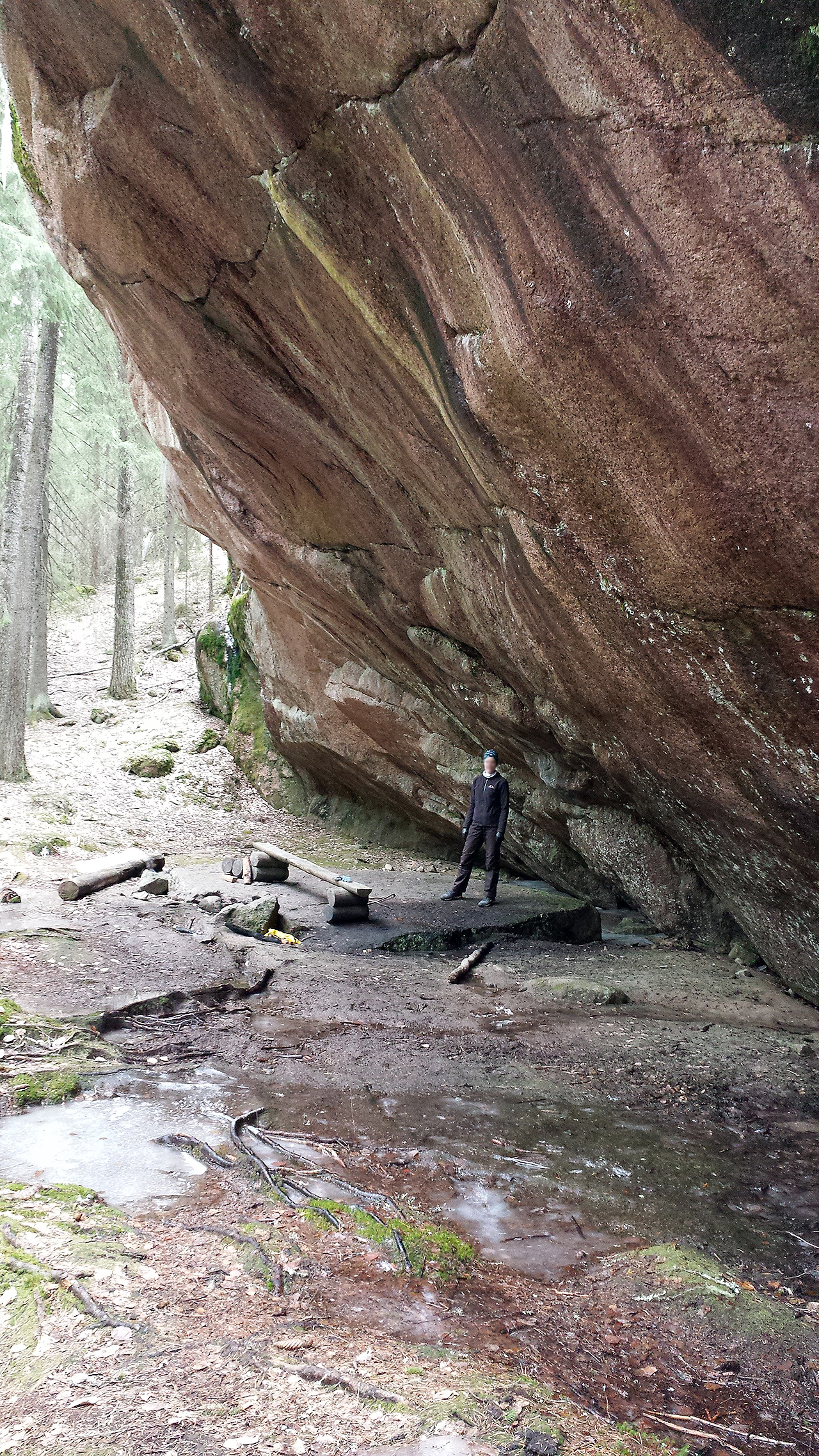
Église du diable de Paistjärvi à Heinola.

Église du diable (finnois : Pirunkirkko) est le nom donné à de nombreuses formations rocheuses trouvées en Finlande. 

## Présentation
Les églises du diable de Finlande sont des formations rocheuses naturelles. Elles souvent associées au folklore local.
Certaines, comme l'église du diable de Linnavuori à Rautjärvi, ont été utilisées comme refuge pendant la grande colère. 
L'église du diable de Koli a été formée par des tremblements de terre et par la période glaciaire.